# ブレンドン・ユーリー
- ブレンドン・ユーリー
- ブレンドン・ウーリー[1]

ブレンドン・ボイド・ユーリー（Brendon Boyd Urie、1987年4月12日 - ）は、アメリカ合衆国のシンガーソングライターである。2004年から19年にわたってパニック!アット・ザ・ディスコのフロントマンとして活動を行なっていた。バンド内では主にボーカル、鍵盤楽器、ギターを担当し、曲によってベースを演奏したほか、2015年にソロ・プロジェクトになってからはドラムの演奏も担当するようになった。
他のアーティストの楽曲への客演や楽曲提供も行なっており、このうちテイラー・スウィフトとのコラボ曲「ME!」は、Billboard Hot 100で20週にわたってチャートに残留し、5月11日付のチャートで最高位2位を記録した。2023年にパニック!アット・ザ・ディスコを解散して以降、マイク・ヴァイオラのバックバンドのドラマーとして活動している。

## 来歴

### 生い立ち
ブレンドン・ユーリーは、ユタ州セントジョージで生まれ、2歳の時にネバダ州ラスベガスに引っ越した。モルモン教徒の家庭で育っていたが、神を信じていないことや音楽を追究することを理由に信仰をやめた。
高校はパロ・ヴェルデ高校に通学。クラスメイトに後のパニック!アット・ザ・ディスコのベーシストであるブレント・ウィルソンがいた。バンドの新しい練習場所を借りるための資金を得るためにトロピカル・スムージー・カフェで働き始め、時折店に来た客に向けて歌ったりしていた。2005年に高校を卒業。

### パニック!アット・ザ・ディスコ

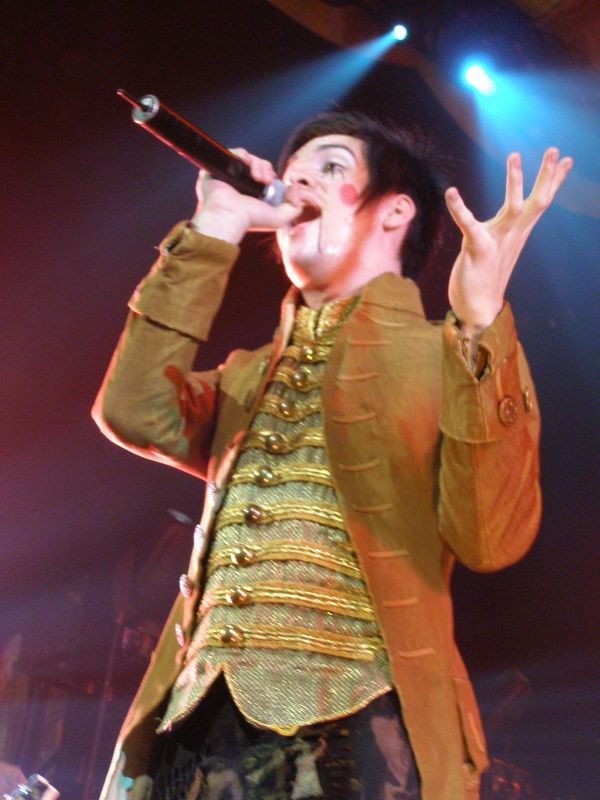
2006年撮影

2004年、ウィルソンとともにパニック!アット・ザ・ディスコにギタリストとして加入。加入当時はライアン・ロスがバンドのリード・ボーカルを務めていたが、リハーサル時に聞いたユーリーの歌声にメンバー全員が感銘を受けたことからユーリーがリード・ボーカルを務めることとなった。
2005年9月27日、スタジオ・アルバム『フィーバーは止まらない』とシングル『殉死と自殺の差は記事になるかならないか』でデビュー。アルバムは2017年4月時点で180万枚の売上を記録している。2008年3月25日に発売された2作目のスタジオ・アルバム『プリティ。オッド。』では、「アイ・ハヴ・フレンズ・イン・ホーリー・スペーシズ」と「フォーキン・アラウンド」の2曲の作詞作曲を手がけた。また、2009年公開の映画『ジェニファーズ・ボディ』の主題歌「ニュー・パースペクティブ」も手がけた。

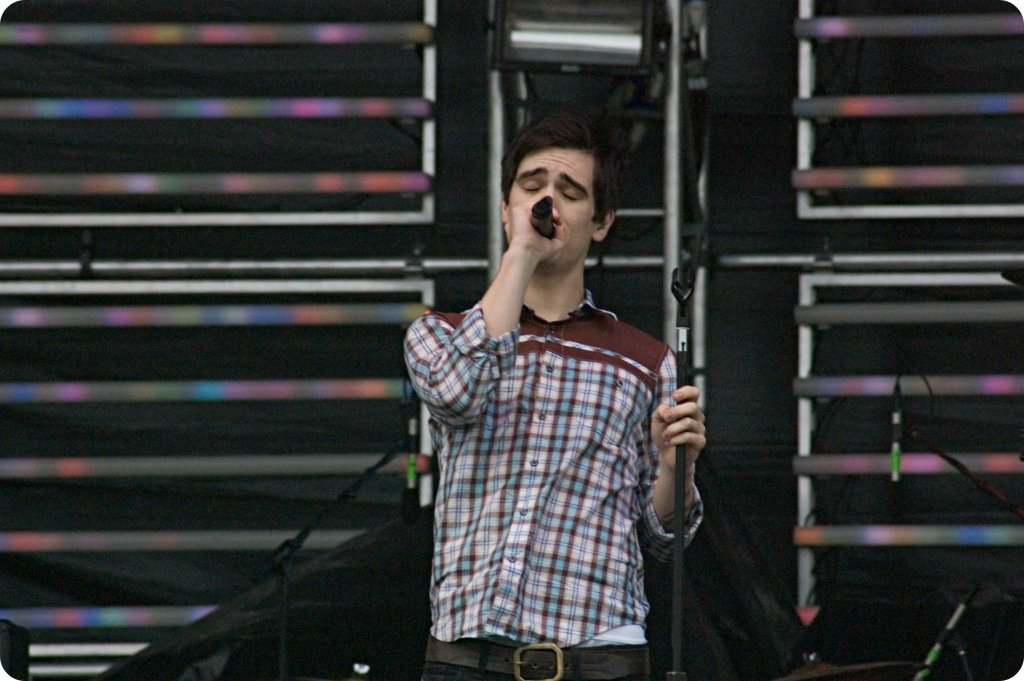
2007年のユーリー

2011年3月22日、ドラマーのスペンサー・スミスとの2人体制では初となるスタジオ・アルバム『悪徳と美徳』を発売。ユーリーは同作における主要なソングライターとしての役割も担った。2013年10月8日、4作目のスタジオ・アルバム『生かしておくには型破り過ぎるが、殺すにはレアすぎる!』を発売。Billboard 200では初登場2位を記録。2014年のAlternative Press Music Awardsではベスト・ボーカリスト賞を受賞。2015年4月2日にスミスの脱退が発表され、10月22日にベーシストのダロン・ウィークスがツアーメンバーに戻ることが発表された。これによりオリジナルメンバーはユーリーのみとなり、以降はユーリーのソロ・プロジェクトとして活動を継続。
2016年1月15日、ソロ・プロジェクトへの移行後初となるスタジオ・アルバム『ある独身男の死』を発売。発売初週で19万ユニットの売上を記録し、Billboard 200では自身初となる第1位を獲得。2018年6月22日にはスタジオ・アルバム『プレイ・フォー・ザ・ウィキッド』が発売され、前作から2作連続での第1位を獲得した。同作からの第2弾シングル「ハイ・ホープス」は、『ビルボード』誌の「Hot Rock Songs」では108週にわたってチャートインし、このうち65週にわたって第1位を獲得。2022年8月19日、ジェイク・シンクレアやマイク・ヴァイオラと共同制作した7作目のスタジオ・アルバム『ヴィヴァ・ラス・ヴェンジャンス』を発売。
2023年1月24日、第1子の誕生に伴い家族に集中することを理由にパニック!アット・ザ・ディスコの解散を発表。2023年3月10日に開催されたマンチェスター公演をもって解散。
2024年10月29日、2025年10月18日に開催される音楽フェスティバル『ホエン・ウィ・ワー・ヤング』に出演することを発表。

### その他の活動

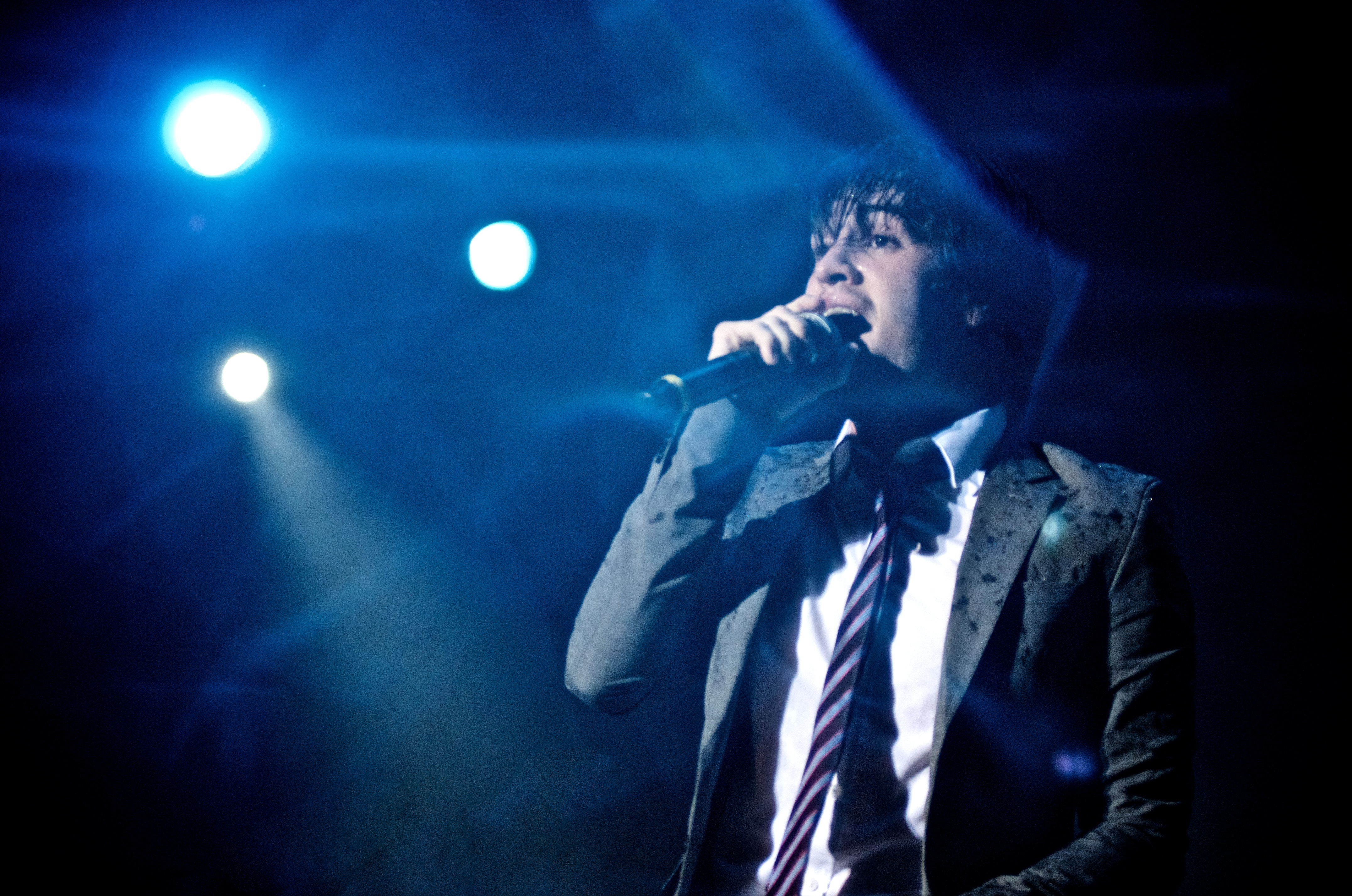
「マキナリア・フェスティバル」でのユーリー（2009年）

レーベルメイトのフォール・アウト・ボーイの作品には複数回参加しており、2005年に発売のアルバム『フロム・アンダー・ザ・コーク・ツリー』に収録の「7・ミニッツ・イン・ヘヴン」、2008年に発売のアルバム『フォリ・ア・ドゥ』に収録の「ピッタリだぜ、ドニー」と「20ダラー・ノーズ・ブリード」にゲスト・ボーカルとして参加した。また、「ア・リトル・レス・シックスティーン・キャンドルズ、ア・リトル・モア・“タッチ・ミー”」（2005年）や「クーパーズタウンにヘッド・スライディング」（2008年）、「ピッタリだぜ、ドニー」（2009年）の3曲のミュージック・ビデオにも出演した。
フォール・アウト・ボーイの他にも、ジム・クラス・ヒーローズの「クローズ・オフ!!」（2007年）のミュージック・ビデオには、当時のバンドメイトであるライアン・ロス、スペンサー・スミス、ジョン・ウォーカーとともに出演。2010年に公開されたブッチ・ウォーカーの「Pretty Melody」のミュージック・ビデオにはスミスとともに忍者役で出演した。
2008年4月29日に発売されたザ・キャブのアルバム『ウイスパー・ウォー』に収録の「ワン・オブ・ゾーズ・ナイツ」にフォール・アウト・ボーイのパトリック・スタンプとともにバック・ボーカルとして参加。

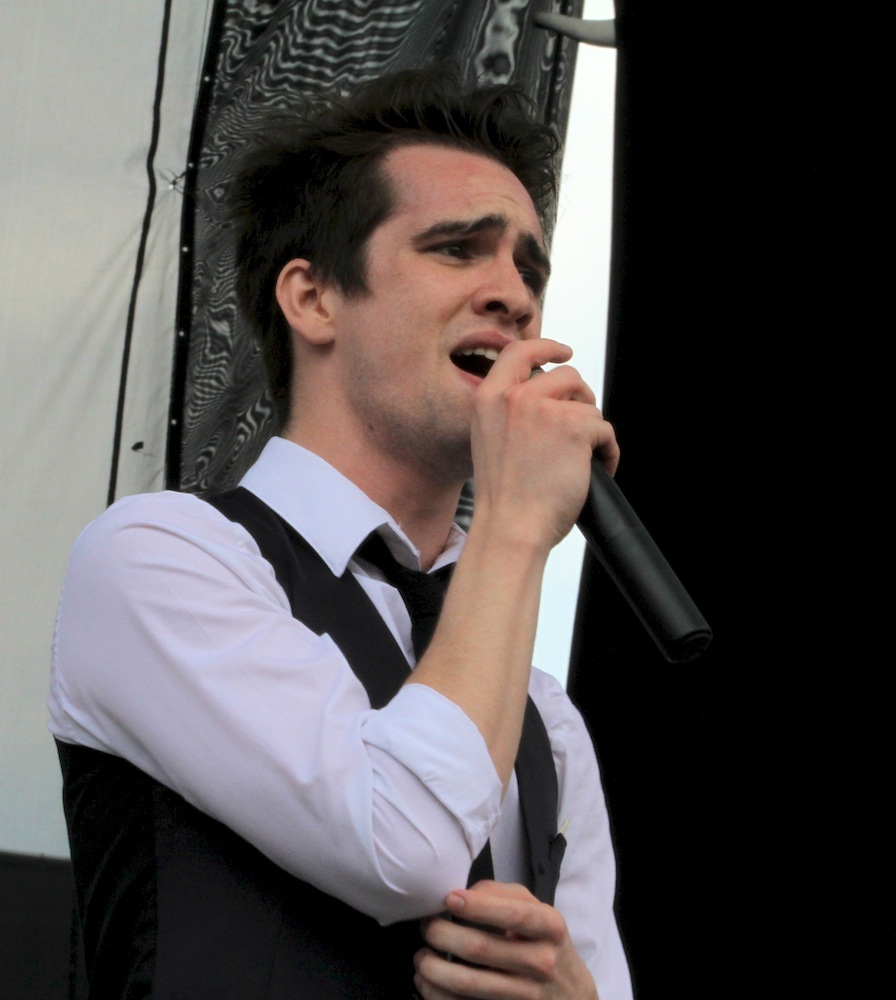
2011年、『Edgefest』にて

2009年1月21日、ザ コカ・コーラ カンパニーのキャンペーンの一環でナールズ・バークレイのシーロー・グリーン、フォール・アウト・ボーイのパトリック・スタンプ、ジム・クラス・ヒーローズのトラヴィー・マッコイ、ジャネール・モネイらとともにスーパー・グループ「Open Happiness」を結成したことを発表。3月16日にMySpace上でグループと同名の楽曲「Open Happiness」が公開され、iTunes上でポロウ・ダ・ドンによるリミックス・バージョンが配信された。
2013年12月8日、ケネディ・センター名誉賞の受賞式典で、同賞を受賞したビリー・ジョエルの「ビッグ・ショット」をカバー。
2014年3月24日、フィーチャリング・アーティストとして参加したトラヴィー・マッコイのシングル曲「Keep On Keeping On」が発売される。同年10月16日には同じくフィーチャリング・アーティストとして参加したディロン・フランシスのシングル曲「ラヴ・イン・ザ・ミドル・オブ・ア・ファイアーファイト」が発売され、『ビルボード』誌のHot Dance/Electronic Songsでは最高位45位を記録した。
2015年、ミュージカル『スポンジ・ボブ / スクエアパンツ』のために「Not A Simple Sponge」を書き下ろした。同作は2018年にアウター・クリティクス・サークル賞の楽曲賞を受賞した。

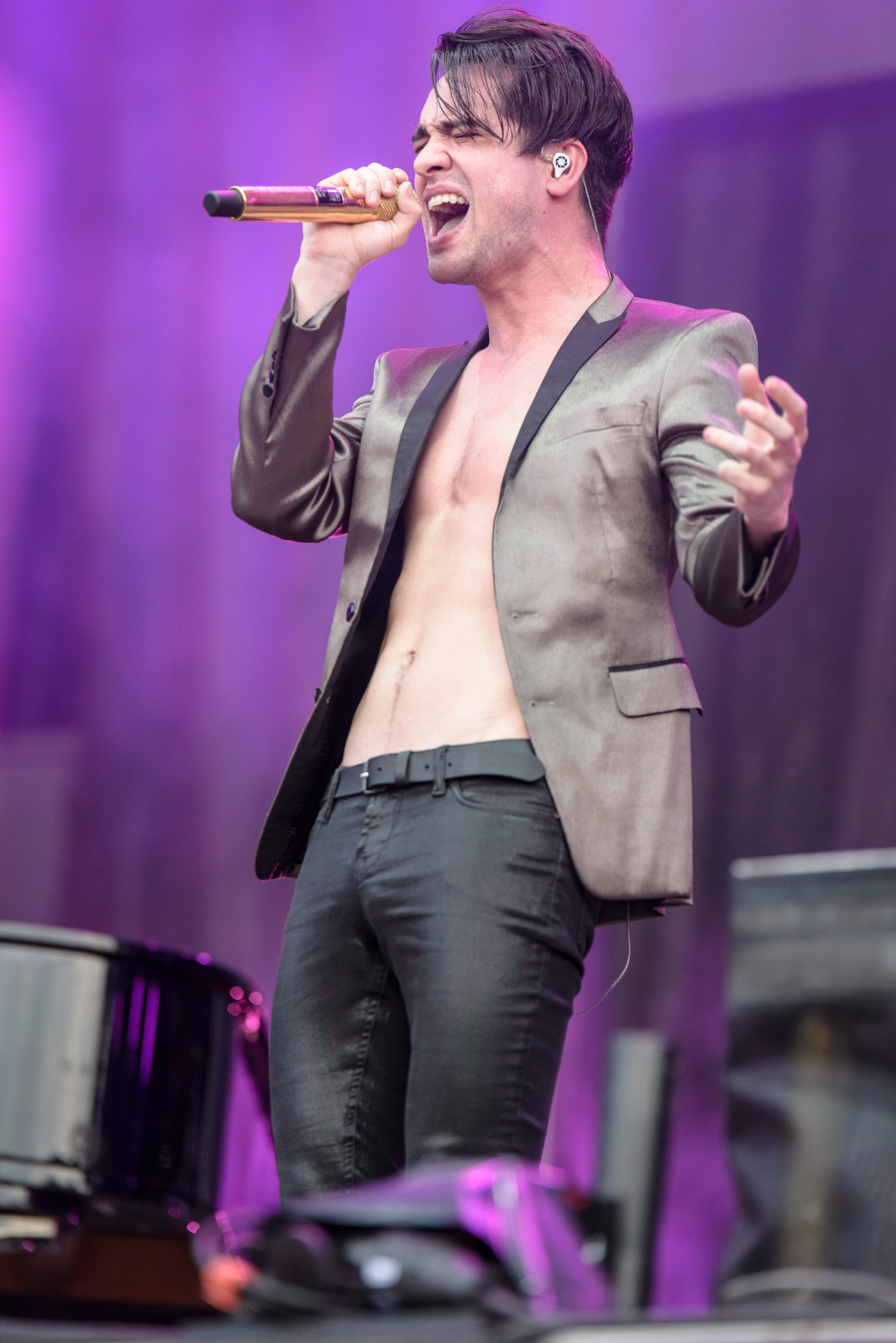
『ロック・イム・パルク』にて（2016年）

2017年4月11日、ミュージカル『キンキーブーツ』に主演の1人として出演することを発表し、5月26日から8月6日にかけてチャーリー・プライス役を演じた。ユーリーにとってブロードウェイ・デビュー作となった。
2018年12月5日、フィーチャリング・アーティストとして参加したベニー・ブランコとジュース・ワールドのシングル曲「ローゼズ」が発売される。同曲はBillboard Hot 100で最高位85位を記録し、ユーリーにとってソロ名義でBillboard Hot 100にチャート入りした初の楽曲となった。
2019年4月26日、フィーチャリング・アーティストとして参加したテイラー・スウィフトのシングル曲「ME!」が発売される。同作はBillboard Hot 100で20週にわたってチャートインし、5月11日付のチャートで最高位2位を記録した。同作のミュージック・ビデオは、同年のMTV Video Music Awardsで最優秀視覚効果賞、MTV Video Music Awards Japanで最優秀女性アーティストビデオ賞を受賞。
2020年5月13日、自宅からテレビ番組『ザ・トゥナイト・ショー・スターリング・ジミー・ファロン』のセッションに出演し、ジミー・ファロンやザ・ルーツらとともにクイーン & デヴィッド・ボウイの「アンダー・プレッシャー」を演奏
2022年夏、マイク・ヴァイオラのアルバム『ポール・マッカーシー』（2023年4月26日発売）のレコーディングにジェイク・シンクレアとともに参加し、ドラムを演奏した。同作の収録曲である「Scientist Alexis」や「Water Makes Me Sick」のミュージック・ビデオにも出演している。同年9月に発売されたONE OK ROCKのアルバム『Luxury Disease』に収録の「Neon」にソングライターとして携わる。
2023年冬に行なわれたヴァイオラのアルバム『ロック・オブ・ボストン』（2024年9月20日発売）のレコーディングにドラマーとして参加した。
2025年2月8日、グレンデール・プレスビティリアン・チャーチで開催された同年1月にロサンゼルスで発生した山火事の被害者を支援することを目的としたチャリティー・コンサート「I Love LA - Eaton Fire Relief Benefit」に出演し、チャールズ・チャップリンの「スマイル」を歌唱。パニック!アット・ザ・ディスコ解散後では初の歌唱の場となった。

## 人物

### 音楽面

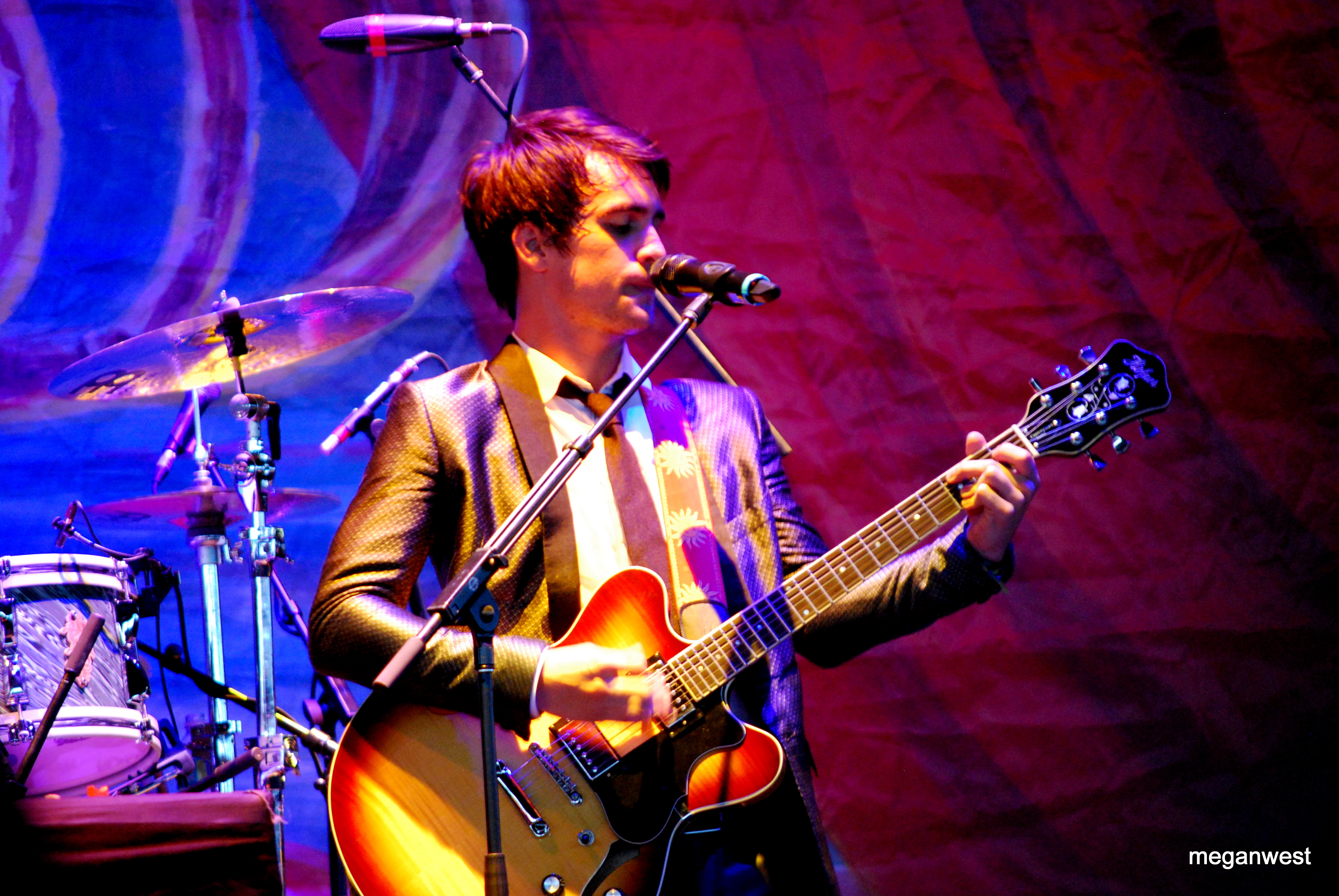
ギターを演奏するユーリー（2009年）

パニック!アット・ザ・ディスコ時代は主にボーカル、ギター、キーボードを担当。マルチプレイヤーであり、2005年に発売されたデビュー・スタジオ・アルバム『フィーバーは止まらない』では当時のベーシストであるブレント・ウィルソンの代わりにベースを演奏し、その後も「マッド・アズ・ラビッツ」などの楽曲で演奏した。ソロ・プロジェクトへの移行後の2016年に発売されたスタジオ・アルバム『ある独身男の死』ではホーン・セクション以外の楽器を演奏しており、以降の作品でも一部楽曲を除きほとんどの楽器をユーリーが演奏している。
影響を受けたアーティストとしてフランク・シナトラ、クイーン、デヴィッド・ボウイ、トム・デロングを挙げている。また、『エンターテインメント・ウィークリー』の取材では、テイラー・スウィフトの長年のファンであり、スウィフトからソングライターとしての影響を受けた旨を述べた。
声域は4オクターブ（D2 – C5 – C6 (C7)）。

### 私生活

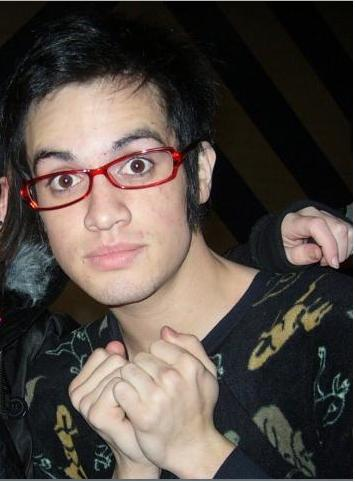
プライベートのユーリー

幼少期に注意欠陥・多動性障害の診断を受けたことを公言している。2016年の『ローリング・ストーン』誌のインタビューでは共感覚を持っていることを明かした。
2009年のサマーツアーでサラ・オルゼショヴスキーと出会い、その後パラモアのヘイリー・ウィリアムスの紹介をきっかけに交際を開始。2011年に発売されたスタジオ・アルバム『悪徳と美徳』に収録の「サラ・スマイルズ」は、オルゼショヴスキーに触発された書かれた楽曲となっている。2011年に婚約し、2013年4月27日に結婚。
2013年に男性との性的経験があるとした一方で、自身の性的嗜好については「（どちらかといえば）異性愛者だと思う」と語った。2018年、『ペーパーマガジン』のインタビューでパンセクシャルであることを公言し、僕は女性と結婚しているし、彼女のことを愛しているよ。でも、男性も拒否しない。僕の場合、その人個人に惹かれるからと語った。
2014年に家を購入してから住所を公開していてファンから手紙やプレゼントが届いていたが、2017年2月26日に「ファンが自宅に来るようになったこと」や「頻繁に嫌がらせを受けるようになったこと」を理由にロサンゼルスから引っ越したことを発表。
かねてより左腕に自身が尊敬しているフランク・シナトラのタトゥーを入れており、2022年8月には同じく自身が尊敬しているフレディ・マーキュリーのタトゥーを新たに入れている。
2023年2月、第1子が誕生。

### 慈善活動

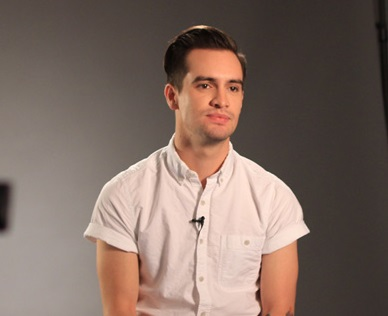
「Walmart Soundcheck」でのユーリー（2013年）

2018年6月、ジェンダーや人種、宗教、性的嗜好、ジェンダー・アイデンティティに基づく差別や虐待を対象としたコミュニティの支援を目的とした団体「ハイエスト・ホープス」を設立。同月、GLSENの協力のもとで全米の高校にLGBTQの理解を深めることを目的としたクラブ「ゲイ、ストレート・アライアンス」を設置する支援を行なうことを発表し、100万ドルを寄付した。
2019年11月、24時間に及ぶTwitchのチャリティ配信において13万4000ドルの資金を集めた。2020年初頭、ヘンダーソン・ボーイズ・アンド・ガールズ・クラブのレコーディング・スタジオの建設のために資金を調達した。

## 作品

### シングル
| タイトル                                                                                                 | 発売年 | 最高位 | 最高位   | 最高位 | 最高位 | 最高位 | 最高位 | 最高位 | 最高位 | 最高位 | 認定                                                                   | 初収録アルバム                     |
| タイトル                                                                                                 | 発売年 | US     | US Dance | AUS    | CAN    | IRE    | NOR    | NZ     | SWE    | UK     | 認定                                                                   | 初収録アルバム                     |
| --- | ------ | ------ | -------- | ------ | ------ | ------ | ------ | ------ | ------ | ------ | ---------------------------------------------------------------------- | ---------------------------------- |
| ラヴ・イン・ザ・ミドル・オブ・ア・ファイアーファイト （ディロン・フランシス feat. ブレンドン・ユーリー） | 2014   | —      | 45       | —      | —      | —      | —      | —      | —      | —      |                                                                        | マネー・サックス・フレンズ・ルール |
| ローゼズ （ベニー・ブランコ&ジュース・ワールド feat. ブレンドン・ユーリー）                              | 2018   | 85     | —        | —      | 58     | 81     | 38     | —      | —      | —      | - RIAA: 2× Platinum - BPI: Silver - MC: Platinum                       | フレンズ・キープ・シークレッツ     |
| ME! （テイラー・スウィフト feat. ブレンドン・ユーリー）                                                  | 2019   | 2      | 8        | 2      | 2      | 5      | 9      | 3      | 11     | 3      | - RIAA: 2× Platinum - ARIA: 5× Platinum - BPI: Platinum - MC: Platinum | ラヴァー                           |
| "—" はチャートインせず、もしくは未リリースを示す。                                                       |        |        |          |        |        |        |        |        |        |        |                                                                        |                                    |

### プロモーション・シングル
| タイトル                                                               | 発売年 | 初収録アルバム |
| ---------------------------------------------------------------------- | ------ | -------------- |
| Keep On Keeping On （トラヴィー・マッコイ feat. ブレンドン・ユーリー） | 2014   | アルバム未収録 |

### 参加作品

#### 楽曲
※いずれもボーカルでの参加。
| アーティスト               | タイトル                       | 発売年 | 初収録アルバム                           |
| -------------------------- | ------------------------------ | ------ | ---------------------------------------- |
| フォール・アウト・ボーイ   | 「7・ミニッツ・イン・ヘヴン」  | 2005   | 『フロム・アンダー・ザ・コーク・ツリー』 |
| ザ・キャブ                 | 「ワン・オブ・ゾーズ・ナイツ」 | 2008   | 『ウイスパー・ウォー』                   |
| フォール・アウト・ボーイ   | 「ピッタリだぜ、ドニー」       | 2008   | 『フォリ・ア・ドゥ』                     |
| フォール・アウト・ボーイ   | 「20ダラー・ノーズ・ブリード」 | 2008   | 『フォリ・ア・ドゥ』                     |
| Open Happiness             | "Open Happiness"               | 2009   | アルバム未収録                           |
| ザ・ブロベックス           | "Skid Row"                     | 2010   | アルバム未収録                           |
| リル・ディッキー           | "Molly"                        | 2015   | Professional Rapper                      |
| エブリ・タイム・アイ・ダイ | "It Remembers"                 | 2016   | Low Teens                                |
| リル・ディッキー           | 「アース」                     | 2019   | アルバム未収録                           |

#### アルバム
| アーティスト       | タイトル               | 発売年 | 担当   |
| ------------------ | ---------------------- | ------ | ------ |
| マイク・ヴァイオラ | ポール・マッカーシー   | 2023   | ドラム |
| マイク・ヴァイオラ | ロック・オブ・ボストン | 2024   | ドラム |

## 受賞歴
| 年   | 賞                                         | カテゴリ                           | ノミネート対象                                              | 結果       | 注      |
| ---- | ------------------------------------------ | ---------------------------------- | ----------------------------------------------------------- | ---------- | ------- |
| 2014 | Alternative Press Music Awards             | ベスト・ボーカリスト賞             | ブレンドン・ユーリー                                        | 受賞       | [ 28 ]  |
| 2018 | アウター・クリティクス・サークル賞         | 楽曲賞                             | 『スポンジ・ボブ／スクエアパンツ』                          | 受賞       | [ 58 ]  |
| 2019 | GLSENリスペクト・アワード                  | インスピレーション賞               | ブレンドン・ユーリー                                        | 受賞       | [ 130 ] |
| 2019 | MTVヨーロッパ・ミュージック・アワード      | 最優秀ビデオ賞                     | 「ME!」 （テイラー・スウィフト feat. ブレンドン・ユーリー） | 受賞       | [ 131 ] |
| 2019 | MTV Video Music Awards                     | 最優秀コラボレーション賞           | 「ME!」 （テイラー・スウィフト feat. ブレンドン・ユーリー） | ノミネート | [ 132 ] |
| 2019 | MTV Video Music Awards                     | 最優秀視覚効果賞                   | 「ME!」 （テイラー・スウィフト feat. ブレンドン・ユーリー） | 受賞       | [ 132 ] |
| 2019 | MTV Video Music Awards                     | 最優秀撮影賞                       | 「ME!」 （テイラー・スウィフト feat. ブレンドン・ユーリー） | ノミネート | [ 132 ] |
| 2019 | ティーン・チョイス・アワード               | チョイス・ソング：女性アーティスト | 「ME!」 （テイラー・スウィフト feat. ブレンドン・ユーリー） | ノミネート | [ 133 ] |
| 2019 | ティーン・チョイス・アワード               | チョイス・ポップ・ソング           | 「ME!」 （テイラー・スウィフト feat. ブレンドン・ユーリー） | ノミネート | [ 133 ] |
| 2019 | キー・トゥ・ザ・シティー・オブ・ラスベガス | キー・トゥ・ザ・シティー           | ブレンドン・ユーリー                                        | 受賞       | [ 134 ] |